# Vicolo Scanderbeg
Vicolo Scanderbeg är en gränd i Rione Trevi i Rom; den löper från Via della Dataria till Via del Lavatore. Gränden är uppkallad efter den albanske nationalhjälten Skanderbeg, som bodde vid Piazza Scanderbeg åren 1466–1467. Gränden var den första i Rom att uppkallas efter en utlänning.
Över Vicolo Scanderberg finns Arco della Dataria. Den uppfördes år 1860 av Andrea Busiri Vici för att förena Palazzo della Dataria med Palazzo del Quirinale.
Vid Vicolo Scanderbeg nummer 42 sitter en madonnella, det vill säga en Mariabild. Den ovala lågreliefen, som föreställer Jungfru Maria i bön, är insatt i ett blindfönster.

## Omgivningar
Kyrkobyggnader
- Santi Vincenzo e Anastasio

Gator, gränder och piazzor
- Piazza Scanderbeg
- Vicolo dei Modelli
- Vicolo del Babuccio
- Via dello Scalone
- Via in Arcione

Övrigt
- Fontana di Trevi
- Fontanina degli Innamorati

## Bilder
| - Skanderbegs porträtt vid Piazza Scanderbeg. - Vicolo Scanderbeg med Arco della Dataria. - Vicolo Scanderbeg om natten. - Grändens skylt. |

### Webbkällor
- ”Vicolo Scanderbeg” (på italienska). Roma Segreta. Arkiverad från originalet den 24 april 2022. https://archive.ph/ya6zr. Läst 24 april 2022.